# Iligan

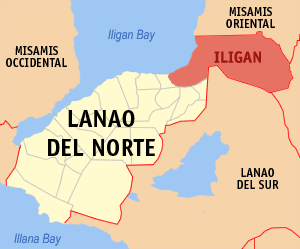
Iligan Citys läge i Lanao del Norte

Iligan City är en stad på ön Mindanao i Filippinerna. Den ligger i provinsen Lanao del Norte i regionen Norra Mindanao och har 285 061 invånare (folkräkning 1 maj 2000).
Staden är indelad i 44 smådistrikt, barangayer, varav 37 är klassificerade som landsbygdsdistrikt och 7 som tätortsdistrikt.